# محمد خوانساری
محمّد خوانساری (۱۳۰۰ خورشیدی در اصفهان - ۱۴ اسفندماه ۱۳۸۸ در تهران) استاد برجستهٔ فلسفه و منطق در دانشگاه تهران، عضو پیوستهٔ فرهنگستان زبان و ادبیات فارسی و یکی از بزرگ‌ترین منطق‌دانان دوران معاصر بود. وی علاوه بر تحصیلات دانشگاهی در رشته فلسفه و گذراندن همه دروس دورهٔ دکتری زبان و ادبیات فارسی، دکتری اش را در رشتهٔ منطق و فلسفه با عالی‌ترین درجه از دانشگاه سوربن پاریس دریافت کرده بود. او در سال ۱۳۸۲ خورشیدی و در جریان سومین همایش چهره‌های ماندگار به‌عنوان چهره ماندگار این سال در رشته منطق انتخاب شد و همچنین در سال۱۳۸۴ خورشیدی به پاس خدمات بی‌شمار علمی و فرهنگی خود، نشان انجمن آثار و مفاخر فرهنگی را دریافت کرد. از میان تألیفات متعدد او، کتاب منطق صوری، یکی از کتاب‌های مهم درسی دانشگاهی در این زمینه محسوب می‌شود که تاکنون ده‌ها بار به چاپ رسیده‌است.

## زندگی
محمّد خوانساری در سال ۱۳۰۰ خورشیدی در اصفهان به دنیا آمد. پس از طی دوره ابتدایی در مدرسه ایران؛ دوره متوسطه در دبیرستان سعدی اصفهان را به پایان رساند. پس از به انجام رساندن تحصیلات مقدماتی و بعد از مدتی پرداختن به تحصیلات حوزوی، جهت ادامه تحصیلات کلاسیک ش وارد دانشسرای مقدماتی شد. وی در سال ۱۳۱۹ به اخذ دیپلم دانش‌سرای مقدماتی نایل شد. از آن جا که رتبه دوم را دارا بود جهت ادامه تحصیل در دانشسرای عالی به تهران آمد. از استادان بنام خوانساری در این دوره می‌توان از جلال‌الدین همایی نام برد که در آن زمان با عنوان دبیری تازه به دانشگاه منتقل شده بود. خوانساری پس از فراغت از تحصیل در آموزش و پرورش استخدام شد و در دبیرستان عظیمیه شهر ری به تدریس پرداخت.
انتقال وی به تهران، در ادامه مسیر علمی او و تکمیل تحصیلاتش نقش به‌سزایی داشت.
محمد خوانساری از همان سال‌های اول دبیرستان هم‌زمان با کسب علوم کلاسیک به تحصیل ادبیات عرب و علوم دینی نیز همت گمارد و در جلسات درس چند تن از علمای طراز اول اصفهان که دارای درجه اجتهاد بودند، اصول عقاید، اخلاق و دیگر علوم مرتبط را آموخت. قسمتی از شرح منظومه حاجی سبزواری و قسمتی از شرح اشارات را هم در محضر میرزا ابوالحسن شعرانی تلمذ نمود و بعدها در مقابله و تصحیح کتاب «مصباح الهدایه» جلال‌الدین همایی با وی همکاری داشت.

## تحصیلات دانشگاهی

### فلسفه و منطق
در سال ۱۳۳۱ خورشیدی[کذا، صحیح: ۱۳۲۱ خورشیدی] و پس از پایان دوران دانشسرای عالی، وی برای به انجام رساندن تحصیلات دانشگاهی در رشته فلسفه، وارد دانشگاه تهران شد و در رشتهٔ فلسفه و علوم تربیتی شروع به تحصیل کرد و در سال ۱۳۲۳ خورشیدی و با احراز مدرک فلسفه و علوم تربیتی فارغ‌التحصیل گردید. در آن زمان در رشته فلسفه و علوم تربیتی، روان‌شناسی و جامعه‌شناسی نیز تدریس می‌شد.
خوانساری در دوران تحصیلات دانشگاهی خود این سعادت را داشت که از محضر نسلی از بزرگ‌ترین نامداران عرصه‌های مختلف علوم انسانی، از جمله: محمّدتقی بهار، عباس اقبال آشتیانی، محمد معین، علی‌اکبر سیاسی، عیسی صدیق، و بدیع الزمان فروزانفر بهره ببرد.
وی همچنین در محضر علامه فاضل تونی به آموختن منطق و حکمت طبیعی پرداخت که تأثیر تونی در زندگی علمی و تحصیلی خوانساری بسیار زیاد بود، تا بدان جا که وی به دفعات در بیاناتش از نقش برجستهٔ تونی در تربیت علمی و ذهنی ش سخن گفته بود و اصل علاقه‌مندی ش به منطق را به سبب تلمذ نزد فاضل تونی دانسته بود. علاوه بر این به توصیه فاضل تونی بود که خوانساری به‌عنوان مدرس منطق به یحیی مهدوی، استاد و بنیادگذار گروه فلسفه و منطق دانشگاه تهران معرفی گردید.
البته وی در سال۱۳۲۶، و با عنایت علی‌اکبر سیاسی، رئیس دانشگاه تهران و رئیس دانشکده ادبیات، به عنوان دبیر دانشگاه و متصدی آزمایشگاه روانشناسی، جهت تدریس روانشناسی تربیتی به دانشگاه تهران انتقال یافته بود.
خوانساری در عرصه تدریس در دانشگاه، علاوه بر فلسفه و به خصوص منطق که بعدها به صورت شاخص‌ترین تخصص او درآمد، و به اقتضای ویژگی‌های رشته فلسفه در آن روزگار، به تدریس علوم تربیتی، روانشناسی و جامعه‌شناسی نیز می‌پرداخت. بدین ترتیب او که از عهدهٔ تدریس درس‌هایی چون روانشناسی و علوم تربیتی، به خوبی برمی‌آمد، هم‌زمان چندین درس دیگر از جمله تدریس منطق صوری را نیز در دانشگاه عهده‌دار شد و عجیب این که در مدت زمانی اندک در امر تدریس موفقیتی چشمگیر یافت، به گونه‌ای که کلاس‌های درس او از شلوغ‌ترین کلاس‌ها به‌شمار می‌آمد و این موضوع در آن مقطع برای بسیاری از استادها و همکاران خوانساری امری شگفت‌آور به نظر می‌رسید. عبدالمحمد آیتی نویسنده و مترجم بزرگ معاصر، که خود در حدود سال ۱۳۲۵ از شاگردان درس روانشناسی خوانساری در معقول و منقول دانشگاه تهران بوده‌است، اذعان می‌کند که خوانساری به‌رغم سن کمش در آن زمان بسیار خوب تدریس می‌کرده و به راحتی از عهده اداره کردن کلاسی ۱۰۰ نفری برمی‌آمد.

### ادبیات فارسی
وی در حین تدریس در دانشگاه، تحصیلات خود را در رشته ادبیات فارسی آغاز کرد و در سال ۱۳۲۹ با احراز رتبه نخست در آن رشته نیز موفق به کسب مدرک لیسانس شد. در فاصله سال‌های ۱۳۳۲ تا ۱۳۳۹ خورشیدی[کذا، صحیح: ۱۳۳۶ خورشیدی] وی موفق به گذرانیدن تمامی دروس دورهٔ دکتری زبان و ادبیات فارسی اخذ ده شهادت‌نامه شد. وی موضوع رسالهٔ خود را، «توصیف کیفیات نفسانی در مثنوی مولانا» قرار داد و استاد راهنمای او در این رساله بدیع الزمان فروزانفر بود. از استادان بنام خوانساری در این دوره می‌توان از بدیع الزمان فروزانفر، جلال الدین همایی، احمد بهمنیار، میرزا عبدالعظیم قریب، ابراهیم پورداوود، صادق کیا، حسین خطیبی نام برد.

### دانش‌اندوزی در فرانسه
خوانساری در سال ۱۳۳۷ برای مطالعه و تکمیل تحصیلاتش به فرانسه رفت و در دانشگاه سوربن پاریس مشغول تحصیل شد. او در سوربن، از محضر استادان بزرگ و برجسته‌ای چون پروفسور پواریه، ژان وال، برنشویگ و ژان پیاژه بهره برد. درس اصلی خوانساری در این دوران منطق ارسطویی بود که آن را از محضر پواریه آموخت. همچنین وی با حضور ممتد در کلاس‌های پروفسور ژان پیاژه، نظریه‌پرداز نامدار سوییسی، معرفت‌شناسی تکوینی را نیز به بهترین شکل آموخت؛ و در سال ۱۳۴۰ موفق به دریافت درجه دکتری در منطق و فلسفه با عالی‌ترین درجه گردید.

## مقام علمی
وی پس از بازگشتن از فرانسه، به تدریس در دانشگاه تهران ادامه داد و برای سال‌ها، تدریس درس‌های منطق، فلسفه عمومی، صرف و نحو متون فارسی فلسفی، و فلسفه اسلامی را بر عهده داشت.
خوانساری در سال ۱۳۶۱ خورشیدی و در سن ۶۱ سالگی به درخواست خودش، از دانشکده فلسفه و ادبیات دانشگاه تهران بازنشسته شد، اما به گواه تالیفات و تصدی‌های علمی او، بعد از دوران بازنشستگی نیز خود را فارغ از دانش و پژوهش نیافت و همچنان به تلاش‌های علمی و فلسفی خویش ادامه داد. بنابه گفته یکی از دانشجویان او (منوچهر صانعی دره بیدی) وی بعد از پیروزی انقلاب ایران (۱۳۵۷) به صورت حق‌التدریس به تدریس خود در دانشگاه تهران ادامه داد.
خوانساری از تاریخ دوم مرداد ماه ۱۳۶۹ به عضویت پیوسته فرهنگستان زبان و ادب فارسی انتخاب گردید و از آن زمان تا پایان عمرش در مقام عضو گروه واژه‌گزینی با این فرهنگستان همکاری داشت.
وی در سال ۱۳۸۲ در سومین همایش چهره‌های ماندگار به‌عنوان چهره ماندگار در منطق انتخاب شد. همچنین در سال ۱۳۸۴ خورشیدی «به پاس خدمات بی‌شمار علمی و فرهنگی استاد دکتر محمد خوانساری، نشان انجمن آثار و مفاخر ملی به او اعطا شد.» در همان سال جایزه بهترین کتاب سال در گروه فلسفه، رشته منطق، به ترجمهٔ کتاب «ایساغوجی» خوانساری تعلق گرفت.
محمد خوانساری یکی از مطرح‌ترین چهره‌ها در شناساندن فلسفه و منطق ارسطویی در ایران بود و بسیاری در ایران، ارسطو را به واسطه او شناخته‌اند. آن گونه که از زندگی‌نامه خوانساری برمی‌آید و با توجه به سال آغاز تحصیل و زمان درگذشت او، می‌توان تلاش بلیغ و هشتادساله این معلم فرزانه را در زندگی او به تماشا نشست.
از نکات جالب زندگی علمی او این که از سویی درجه‌یک‌ترین استادان و میراث‌داران ادب و حکمت را در سمت استادی خوانساری می‌توان دید و از سوی دیگر خیل قابل توجهی از استادان صاحب‌نام کنونی دانشگاه‌های مختلف ایران، شاگردان محمد خوانساری و فارغ‌التحصیل دانشگاه تهران به‌شمار می‌آیند.
یکی از تشخص‌های علمی خوانساری، چنان‌که بسیاری از دانشیاران و اساتید فلسفه و منطق امروز و شاگردان دیروز او بدان اذعان دارند، عشق وی به منطق و تلاش‌های بسیار او در جهت احیای صورت کلاسیک این علم برای دانشجویان امروز بود.
خوانساری از نخستین کسانی بود که در سال‌های اخیر توانستند جایگاه مستقل علمی منطق را به دانشگاهیان و دانشجویان نشان بدهند. وی همچنین با مقالات و کتاب‌های خود در این حوزه، به‌ویژه با کتاب ارزشمند «فرهنگ اصطلاحات منطقی» و نیز کتاب «منطق صوری» اهمیت منطق در علوم امروز و فوایدی که منطق به لحاظ دقت و صورت‌بندی دقیق در سایر علوم دارد را نشان داد.
منطق صوری در واقع یکی از کتاب‌های ارزشمند است که توانسته به زبانی رسا و روشن، فقر شدید منابع را در حوزه منطق‌آموزی آکادمیک در دانشگاه‌های ایران را مرتفع کند. بعدها وی با نگارش شکل درسی این اثر برای مقطع تحصیلی دبیرستان‌ها نقش مهمی در آموزش و تعلیم دانش منطق برای چندین نسل متوالی از طبقات تحصیل کردهٔ ایران ایفا کرد و می‌توان از او با عنوان «آموزگار جاوید منطق» یاد کرد.
البته چهره علمی خوانساری را نمی‌توان تنها در منطق‌دانی او خلاصه کرد؛ چراکه ۴۰ بار تجدید چاپ کتاب «صرف و نحو و اصول تجزیه و ترکیب» نیز، جنبه‌ای دیگر از وجهه علمی او را به نمایش می‌گذارد.
او به غیر از تخصص ش در منطق، از ادب علمی و اخلاق بی‌نظیری هم برخوردار بود و همه شاگردان او که بسیاری از آن‌ها، امروزه از فلسفه دانان مطرح ایرانی محسوب می‌شوند، به اتفاق از او به نیکی یاد می‌کنند. از جمله یکی از شاگردان او که می‌گوید: «استاد خوانساری پیش از آن که معلم منطق باشد، معلم اخلاق بود.»

## درگذشت
خوانساری سرانجام پس از طی یک دوره بیماری، در شامگاه پنجشنبه ۱۳ اسفند ماه ۱۳۸۸ خورشیدی و در سن ۸۸ سالگی درگذشت، درحالی که تا زمان مرگ، به افتخارات علمی زیادی نایل آمده بود. خوانساری در وصیت خودش خواسته بود که پس از مرگ، پیکرش از دانشگاه تهران تشییع گردد، پس به خواسته او عمل شد و پیکرش، ساعت ۹ صبح روز یکشنبه، ۱۶ اسفند ۱۳۸۸ از مقابل مسجد دانشگاه تهران به سوی بهشت زهرا تشییع گردید و در قطعهٔ نام‌آوران بهشت زهرا به خاک سپرده شد.
انجمن آثار و مفاخر فرهنگی، در سال ۱۳۸۶ و در زمان حیات محمد خوانساری، کتابی دربارهٔ زندگی‌نامه و خدمات علمی و فرهنگی او به چاپ رسانیده‌است.

## آثار
- منطق صوری، تهران: دانشگاه تهران
- دورهٔ مختصر منطق صوری، تهران: دانشگاه تهران
- ایساغوجی ف‍رف‍وری‍وس‌ و مقولات ارسطو، ت‍رج‍م‍ه‌ و م‍ق‍دم‍ه‌ و ت‍وض‍ی‍ح‍ات‌ م‍ح‍م‍د خ‍وان‍س‍اری‌، تهران: مرکز نشر دانشگاهی
- صرف و نحو و اصول تجزیه و ترکیب در ۱۵ جلد
- مختارات من‌الادب‌الحدیث
- فرهنگ اصطلاحات منطقی (به‌انضمام واژه‌نامه فرانسه و انگلیسی)
- ترجمه و تصحیح و مقدمهٔ «ایقاظ النائمین» از صدرالدین شیرازی (این کتاب جامع‌ترین اثر صدرالمتألهین شیرازی در حوزهٔ عرفان اسلامی است و همهٔ آن مطالبی که به‌طور پراکنده دربارهٔ عرفان در دیگر آثار ملاصدرا منعکس شده، در این اثر ارائه گردیده‌اند.)
- تألیف کتاب درسی منطق برای سال سوم دبیرستان رشته علوم انسانی در چندین دوره تا مهر ۸۸
- علاوه بر انتشار ۸ جلد کتاب در باب منطق، وی ۳۲ مقاله نیز، به زبان‌های فارسی و فرانسوی در باب موضوع‌های منطق، فلسفه، انسان‌شناسی، روانشناسی، ادبیات و عرفان تألیف نموده‌است.